# فيسلين بوبوفيتش
فيسلين بوبوفيتش هو لاعب كرة قدم صربي في مركز الهجوم، ولد في 1 يوليو 1975 في مدينة فرباس في صربيا. لعب مع إرتسغيبيرغه آوه ودينامو درسدن وفيهين فيسبادن ونادي أوبليتش.

## وصلات خارجية
- فيسلين بوبوفيتش على موقع قاعدة بيانات كرة القدم.إي يو (الإنجليزية)
- فيسلين بوبوفيتش على موقع بيانات كرة القدم. دي إي (الألمانية)
- فيسلين بوبوفيتش على موقع عالم كرة القدم.نت (الإنجليزية)